# Gewöhnlicher Feldsalat
Der Gewöhnliche Feldsalat (bundesdeutsches Hochdeutsch), Vogerlsalat (österreichisches Hochdeutsch) bzw. Nüsslisalat (Schweizer Hochdeutsch); Valerianella locusta, mundartlich auch Ackersalat, Mausohrsalat, Nüsschen, Nüssler, Schafmäulchen/Schafmäulich, Sonnewirbele und Rapunzel genannt, ist eine Pflanzenart der Gattung Feldsalat (Valerianella) und gehört zur Unterfamilie der Baldriangewächse (Valerianoideae).

## Beschreibung
Der Gewöhnliche Feldsalat ist eine einjährige, meist winterannuelle, krautige Pflanze, die Wuchshöhen von 5 bis 15 cm erreicht. Seine einfachen Laubblätter werden 5 bis 30 mm lang und stehen in einer grundständigen Blattrosette. Je nach Sorte sind die Blätter breit oder schmal, rund oder spitz und kommen in verschiedenen Grünschattierungen vor. Der Stängel ist dichasial verzweigt, vierkantig, gefurcht und abwärts gebogen behaart.
Die Blüten stehen in kleinen, gerundeten Trugdolden (Dichasien). Die kleinen, zygomorphen Blüten sind fünfzählig und 1,5 bis 2 mm lang. Die fünf blassblauen Kronblätter sind verwachsen. Es sind nur drei Staubblätter vorhanden. Drei Fruchtblätter sind zu einem Fruchtknoten verwachsen. Diese Art ist nur mit reifen Früchten zu bestimmen. Die Früchte sind kleine asymmetrische Nüsse mit einem einsamigen Fach mit schwammig verdickter Wand sowie zwei tauben Fruchtfächern als Schwimmeinrichtung.
Die Frucht ist seitlich etwas zusammengedrückt, kurz zugespitzt, rundlich, glatt (unreif runzelig!), mit einer Furche; sie ist 2 bis 4 mm lang.
Die Chromosomenzahl beträgt 2n = 14, 16 oder 34.

## Ökologie
Die Samenkeimung dieses Therophyten erfolgt noch im Herbst nach sommerlichem Abbau der Hemmstoffe. Der Gewöhnliche Feldsalat überwintert als Blattrosette. Ab April treiben unter Aufbrauchen der Reservestoffe der Rosettenblätter zahlreiche Blütensprosse mit Blüten, die allesamt fruchten. Die Blüten sind winzige homogame „Trichterblumen“. Nur wenig Nektar wird gebildet und in der Kronröhre abgesondert. Bestäuber sind Käfer, Zweiflügler, Bienen und Schmetterlinge. Überwiegend erfolgt aber spontane Selbstbestäubung, indem die Narben erst unterhalb, später auf gleicher Höhe stehen wie die Staubbeutel.
Die Blütezeit ist von April bis Mai.
Die Ausbreitung erfolgt als Regenschwemmling, Ballonflieger, Menschenausbreitung als Kulturbegleiter und Kulturrelikt. Die Fruchtreife erfolgt im Juni bis Juli.

## Vorkommen

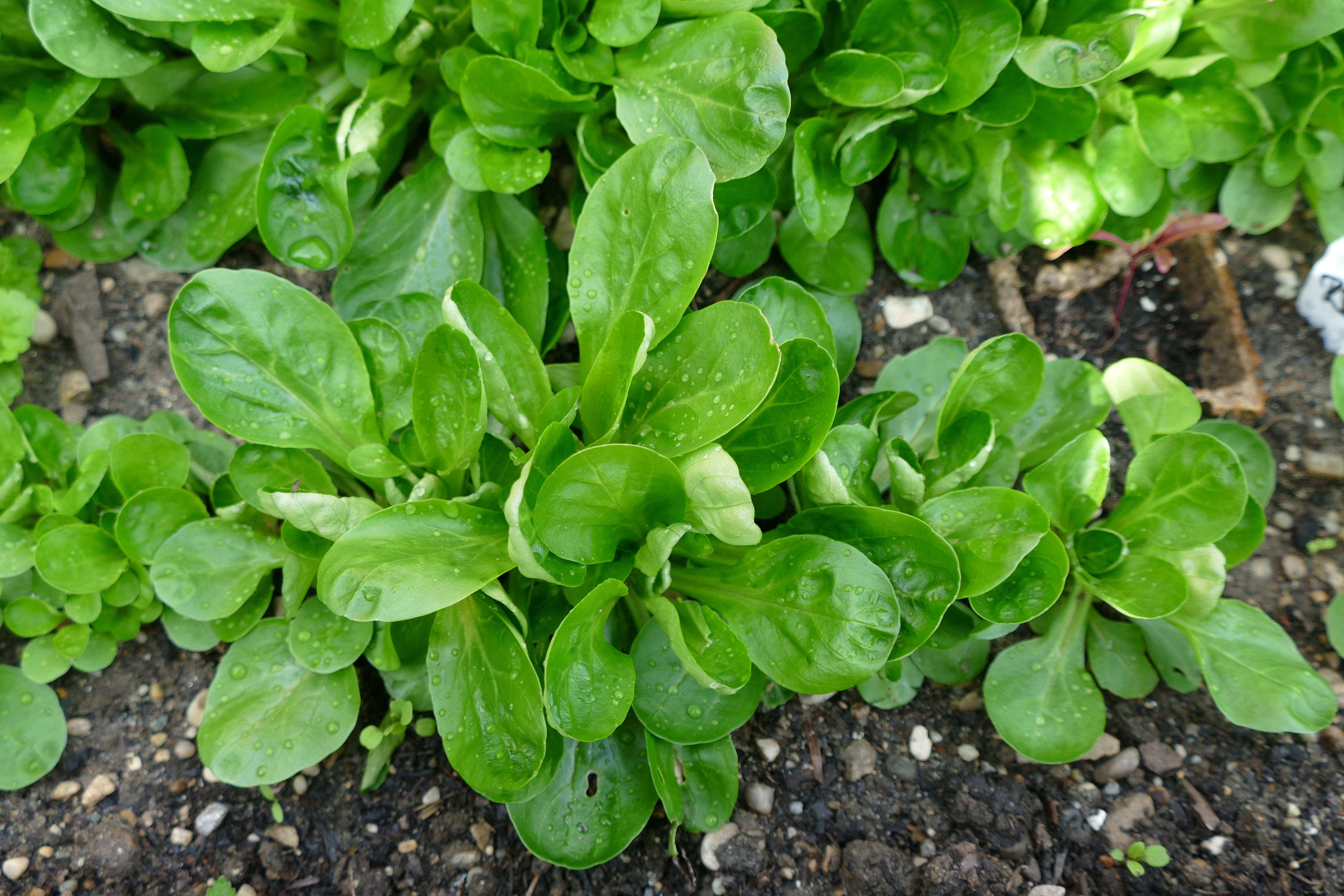
Kultivierter Feldsalat in einem Hochbeet in Freiham kurz vor der Ernte

Der Gewöhnliche Feldsalat kommt vor in Europa, in Makaronesien, im nördlichen Afrika und in Westasien. In weiteren Ländern kommt er als Neophyt vor.
Er gedeiht auf frischen bis mäßig frischen, nährstoff- und basenreichen, sandigen oder reinen Lehmböden in wintermild-humider Klimalage. Er kommt in Mitteleuropa vor allem in Gesellschaften der Klasse Sedo-Scleranthetea vor, ist aber auch in Gesellschaften der Ordnung Polygono-Chenopodietalia oder der Klasse Secalietea zu finden.

## Systematik
Es können folgende Unterarten unterschieden werden:
- Valerianella locusta subsp. locusta
- Valerianella locusta subsp. lusitanica (Font Quer) M. Laínz (Syn.: Valerianella lusitanica Font Quer): Sie kommt in Portugal und in Spanien vor.[2]

## Verwendung
In seiner Kulturform wird Feldsalat als Blattsalat gegessen. Er ist stark aromatisch und einige Varietäten erinnern im Geschmack an Haselnuss.

## Inhaltsstoffe
Die Blätter enthalten viele bioaktive Stoffe, wie Vitamin C, Carotinoide, Phenole, Folsäure, Sterine und Omega-3-Fettsäuren. Bei längerer Lagerung vermindert sich vor allem der Vitamin C-Gehalt, in geringerem Maße auch der Gehalt der Carotinoide und Phenole. Den höchsten Nährstoffgehalt erzielt man durch Verzehr frisch geernteter Blätter.
| Abkürzung       | Phenol                              | mg / kg Blätter |
| --------------- | ----------------------------------- | --------------- |
| 3-CQA           | 3-O-Caffeoyl - Chininsäure          | 7,53            |
| 5-CQA           | 5-O-Caffeoyl - Chininsäure          | 1043,88         |
| 4-CQA           | 4-O-Caffeoyl - Chininsäure          | 56,23           |
| Q-rut           | Quercetin-3-Rutinosid               | 11,02           |
| Lut-pentosylhex | Luteolin - Pentosylhexosid          | 36,85           |
| K-rut           | Kampferol-3-O-Rutinosid             | 196,14          |
| -               | Genistein                           | 10,32           |
| -               | Hesperidin                          | 34,68           |
| -               | Diosmetin                           | 18,89           |
| Di CQA hex      | di-Caffeoyl - Chininsäure - Hexosid | 102,53          |
| CQA hex         | Caffeoyl - Chininsäure - Hexosid    | 0,95            |

Stichprobe aus dem Eigenanbau der Autorin.

## Anbau
Seit der Jungsteinzeit wird er als Salatpflanze angebaut. Der Anbau des (sortenabhängig) zumeist winterharten Feldsalats erfolgt als Nachfrucht sowohl im Freiland wie im Gewächshaus, die Ernte kann abhängig vom Saatzeitpunkt von Herbst bis, bedingt durch das Schossen der Pflanzen ab Ende März und April des folgenden Jahres erfolgen. Der Ertrag liegt im Feldanbau bei etwa 0,4 kg/m² Anbaufläche, im Gewächshaus hingegen bei 1 bis 1,5 kg/m².
Im Freiland geschieht die Aussaat für Herbsternten von Juli bis August sowie zur Überwinterung im Lauf der ersten Septemberhälfte. Verbreitet ist auch der Anbau im ungeheizten Gewächshaus, hier ist der günstigste Saatzeitpunkt zwar in der ersten Septemberhälfte gegeben, aber auch noch bis Ende Oktober möglich. In vielen Quellen wird behauptet Feldsalat sei ein Dunkelkeimer, in einer Studie keimte er jedoch sowohl unter diffusem Licht eines Nordfensters, als auch unmittelbar unter Blätter, wo die Lichtintensität 10 % bis 15 % des natürlichen Lichtes betrug.
Er kann witterungsabhängig von Pilzerkrankungen wie Echtem Mehltau oder Falschem Mehltau befallen werden. Gegen beide Krankheiten sind resistente Sorten einsetzbar, sowie zahlreiche Pflanzenschutzmittel zugelassen.

## Bilder

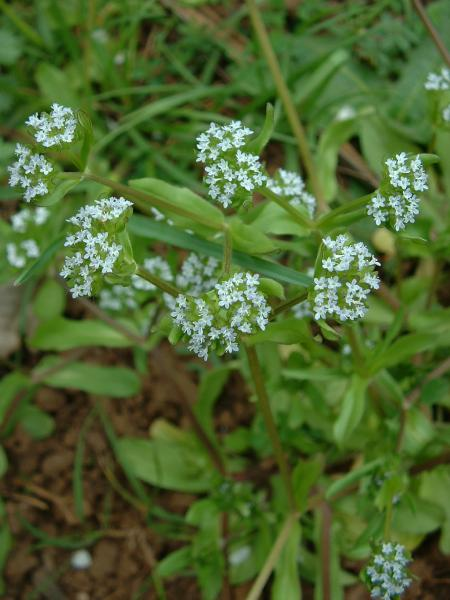
Habitus während der Blütezeit
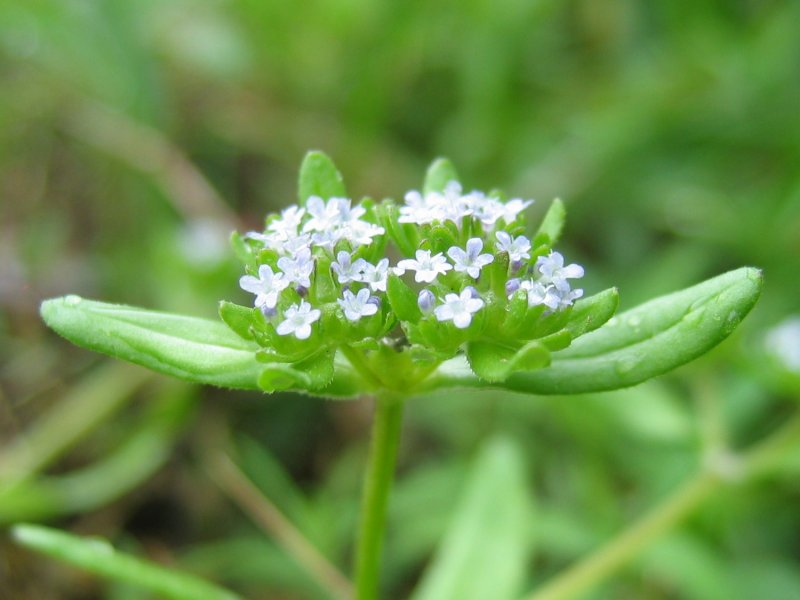
Blütenstand
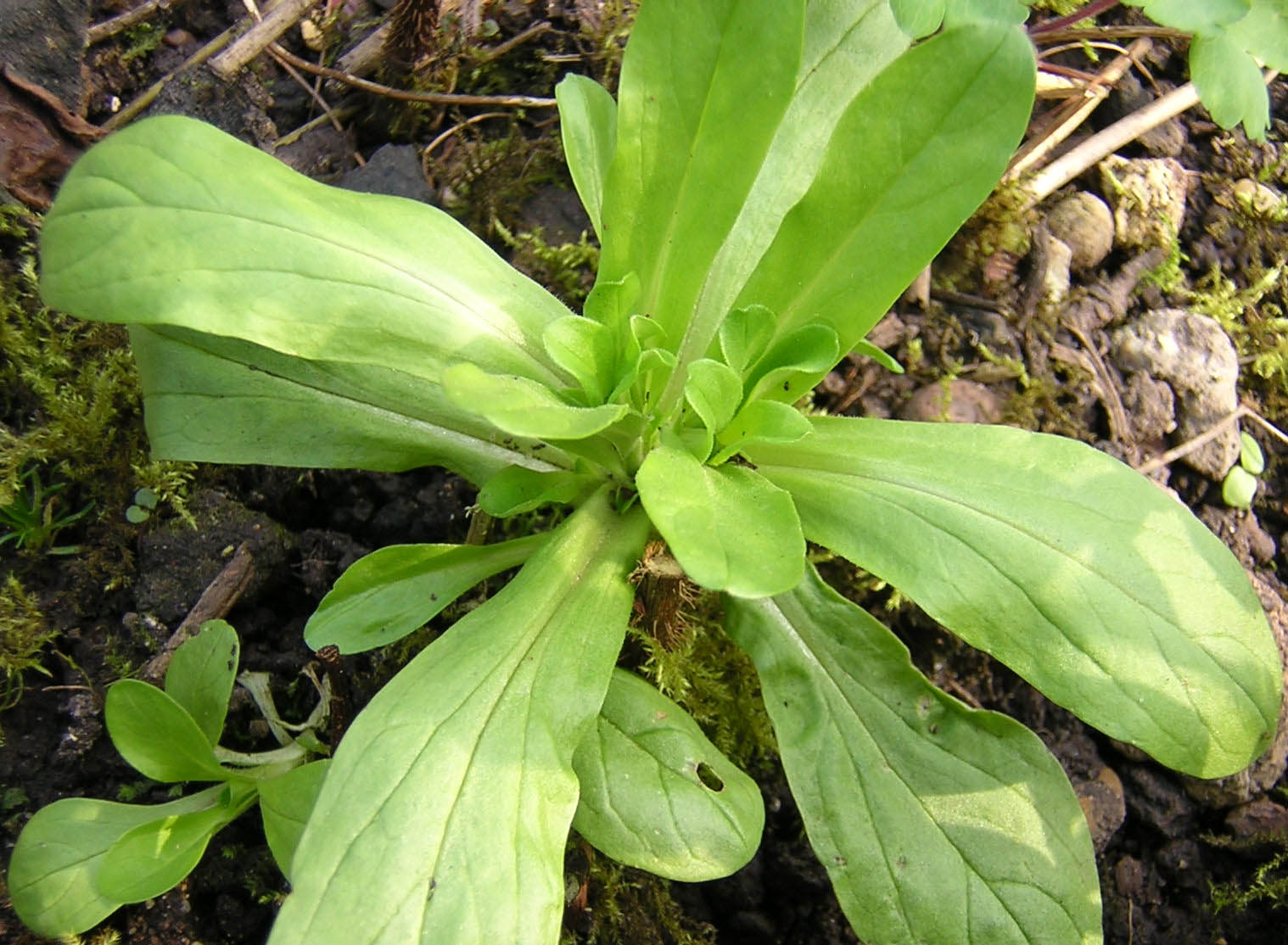
Habitus vor der Blütezeit
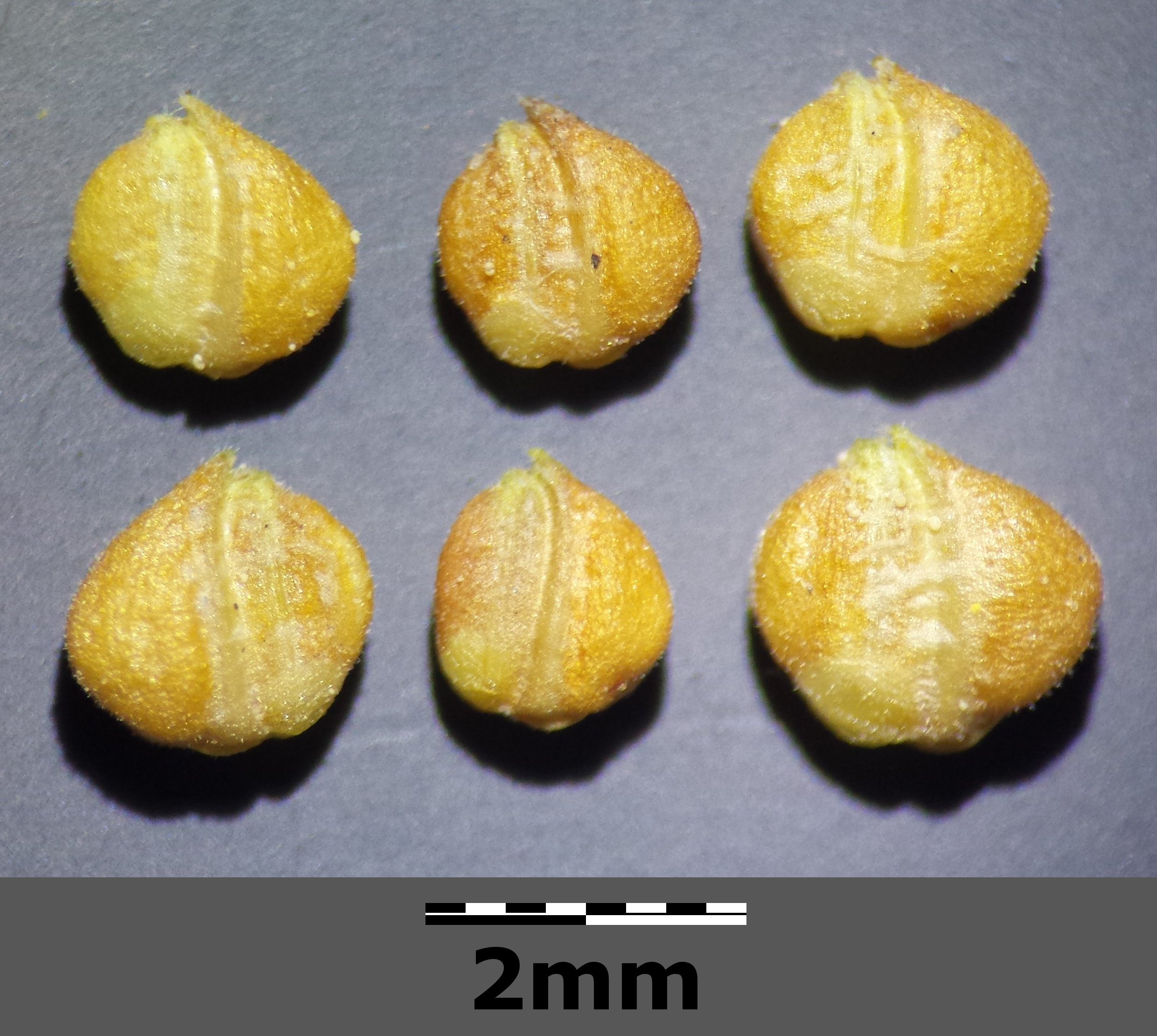
Früchte
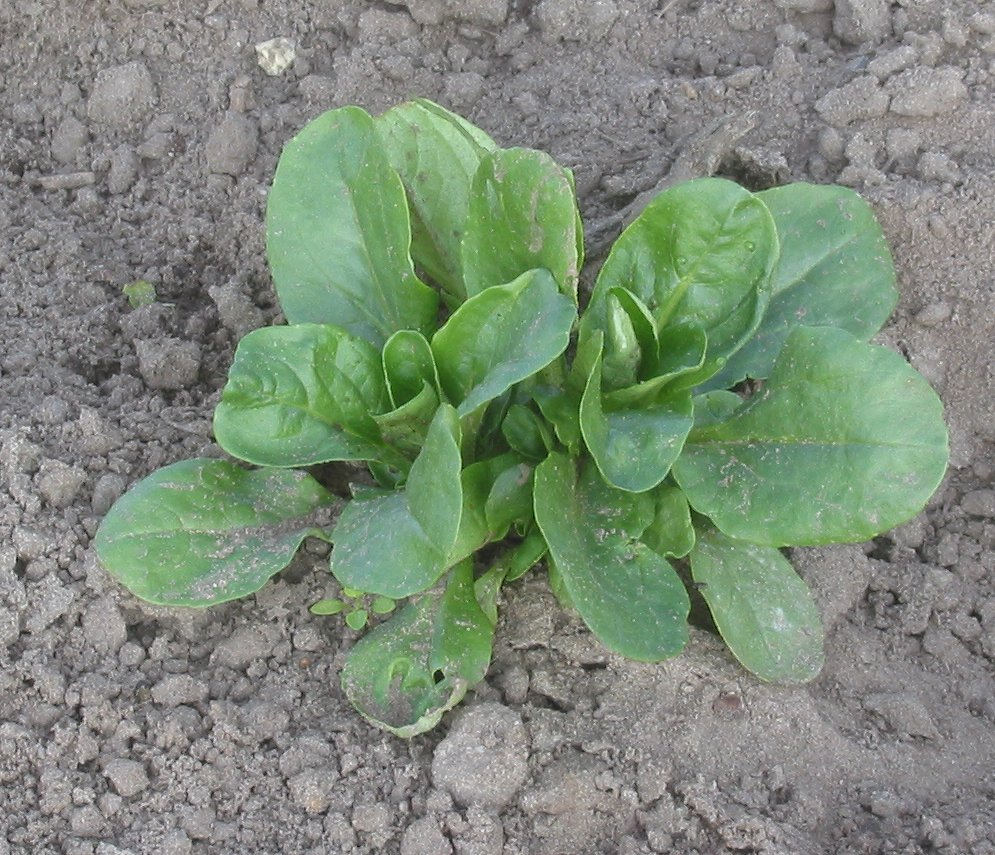
Sorte
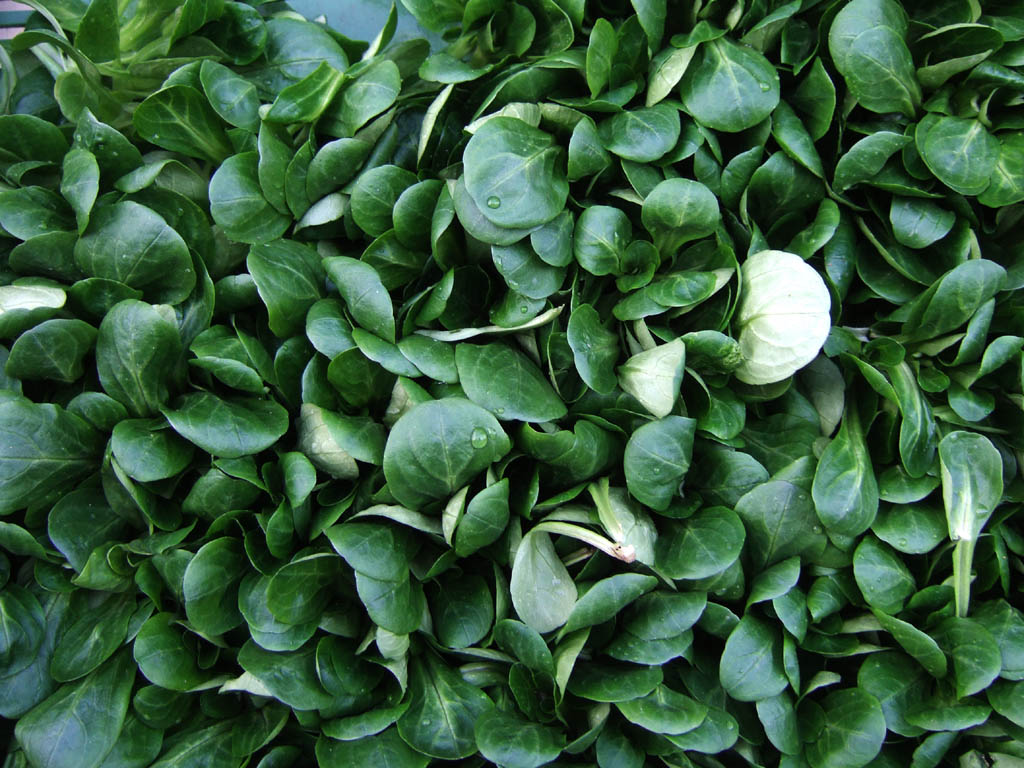
Geerntet